# گورکا کییرا
گورکا کییرا (انگلیسی: Gorka Kijera؛ زادهٔ ۲۶ مهٔ ۱۹۸۶) بازیکن فوتبال اهل اسپانیا است.
از باشگاه‌هایی که در آن بازی کرده‌است می‌توان به باشگاه فوتبال ایبار، باشگاه فوتبال اتلتیک بیلبائو بی، و باشگاه فوتبال میراندس اشاره کرد.